# Xã El Dorado, Quận Butler, Kansas
Xã El Dorado (tiếng Anh: El Dorado Township) là một xã thuộc quận Butler, tiểu bang Kansas, Hoa Kỳ. Năm 2010, dân số của xã này là 1.039 người.